# ينس تانغ أولسن
ينس تانغ أولسن (بالدنماركية: Jens Tang Olesen)‏ هو لاعب كرة قدم ومدرب كرة قدم دنماركي، ولد في 27 سبتمبر 1947 في الدنمارك في مملكة الدنمارك. شارك مع منتخب جرينلاند لكرة القدم.

## وصلات خارجية
- ينس تانغ أولسن على موقع ناشيونال فوتبول تيمز (الإنجليزية)